# Aktiengesellschaft (Dänemark)
Die Aktieselskab (ˈɑkɕəselˌskɛˀp) (kurz A/S oder ⅍) ist die dänische Rechtsform der Aktiengesellschaft.
Für die Gründung einer Aktieselskab ist ein Mindestkapital von 400.000 DKK (entspricht 53.622 Euro, Wechselkurs vom 
21. März 2025) notwendig. Nach einer Gründung darf das nominell registrierte Kapital diese Grenze nicht unterschreiten. Organe einer dänischen Aktiengesellschaft sind der Vorstand (Bestyrelse), der aus mindestens drei Mitgliedern besteht, und eine sogenannte Direktion, bestehend aus einem bis drei Mitgliedern.
Die Aktionäre einer dänischen Aktiengesellschaft können ihren Einfluss auf einer Generalversammlung geltend machen. Diese wählt die Mitglieder des Vorstands sowie einen Revisor.
Sie gehört neben der Anpartsselskab (ApS), welche der deutschen GmbH ähnelt, zu den verbreitetsten Gesellschaftsformen in Dänemark.